# Sławomir Master
Sławomir Master (ur. 18 sierpnia 1983 w Żorach) – polski siatkarz, występujący na pozycji rozgrywającego w KS Jastrzębskim Węglu.

## Sukcesy klubowe
- 2010 -  Puchar Polski z Jastrzębskim Węglem